# Rathaus (Dießen am Ammersee)

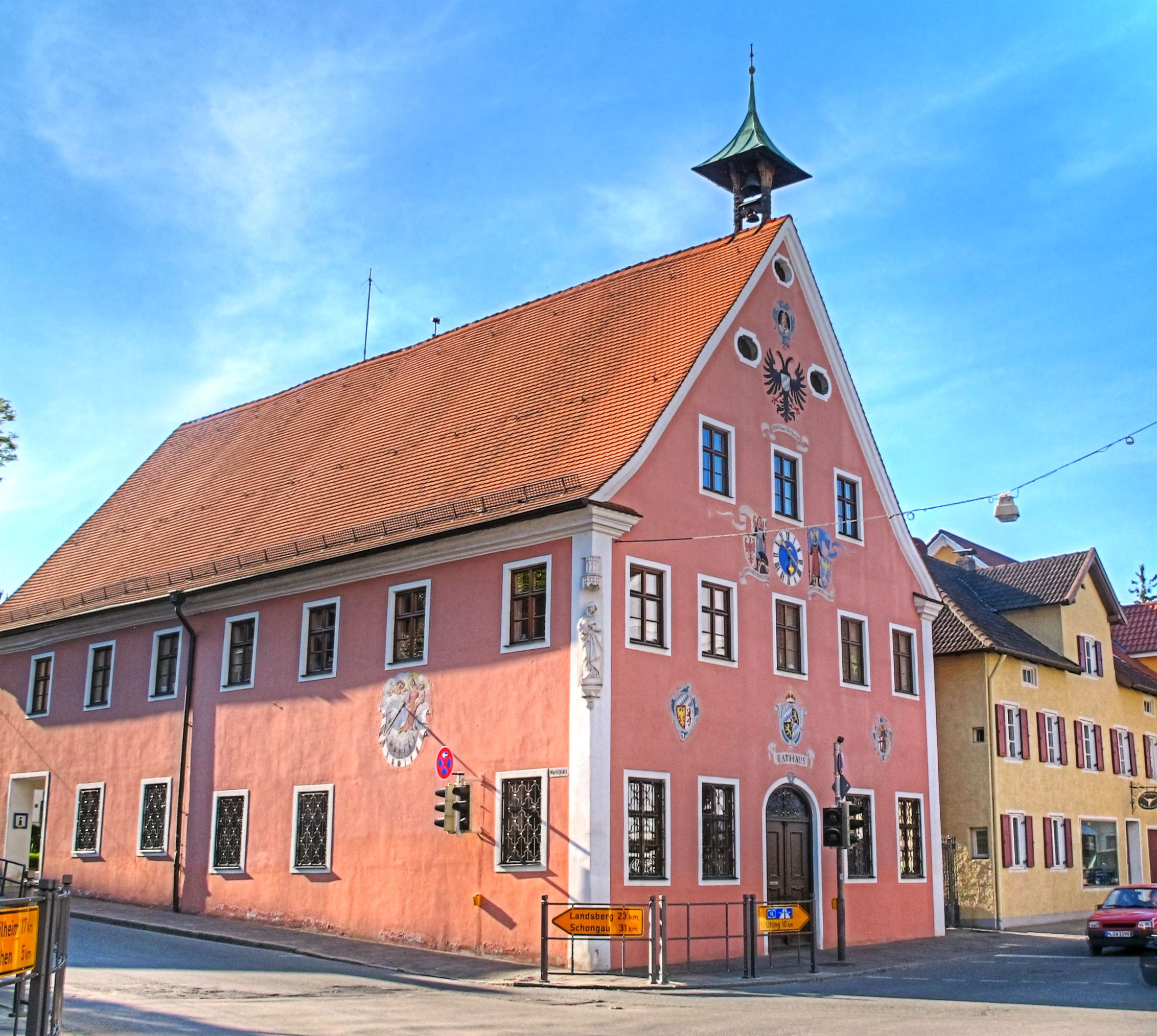
Rathaus Dießen am Ammersee

Das Rathaus des Marktes Dießen am Ammersee befindet sich am Marktplatz 1, direkt an der Kreuzung der Staatsstraßen 2055 und 2056 und steht unter Denkmalschutz. Das Gebäude wurde 1704 durch Michael Natter als Privathaus für einen Brauer erbaut und ist seit 1786 das Rathaus des Marktes.

## Geschichte
Mit der Erhebung zum Bannmarkt 1326 erhielt Dießen einen Magistrat mit dem Recht, Sitzungen abzuhalten.
Erbaut wurde das Rathaus 1704 durch den Dießener Klosterbaumeister Michael Natter für den Braumeisters Blasius Schwarz. Das alte Rathaus des Marktes von 1624 lag vormals traufseitig gegenüber dem heutigen Gebäude und wurde Ende des 18. Jahrhunderts baufällig. So kaufte der Markt 1786 das Anwesen des Brauers auf und gestaltete es zum Rathaus um. Im Jahr 1862 strebte Dießen ein eigenes Landgericht an und das Rathaus wurde an den Staatsärar verkauft, nach der bereits 1880 vollzogenen Auflösung des Landgerichtes Dießen erwarb der Markt das Gebäude zurück und nutzt es bis heute als Sitzungssaal und Standesamt. Bis Ende 1909 befand sich auch die königlich bayerische Postexpedition in dem Gebäude, bis 1931 außerdem die Polizei, die Sparkasse und der Brotraum.
Renoviert wurde das Rathaus außen 1908, innen 1925 und die Malereien 1948–49 durch Georg Doll und 1958–60 durch Arno Fischer.

## Beschreibung
Der zweigeschossige ziegelrot verputzte Steilsatteldachbau ist in fünf mal acht Achsen gegliedert. Das an einem leicht abfallenden Hang befindliche Gebäude verfügt über farblich abgesetzte verkröpfte Traufgesimse, Giebelgesimse und Putzfaschen um die Fensteröffnungen. Zentral auf der Seite des Ostgiebels befinden sich ein Bogentor, die Marktuhr, drei barocke Lichtöffnungen unterhalb des Giebels und ein Glockenständer. Die Ecken sind durch Putzpilaster gegliedert, an der südöstlichen befindet sich eine Hausmadonna.
Im Obergeschoss des Baus befindet sich der Sitzungssaal mit Stuckdecke.

### Bildprogramm der Ostfassade
Zwischen Erd- und Obergeschoss befinden sich drei Wappen, das des Landkreises Landsberg am Lech, des Herzogtum Bayerns und des Marktes Dießen. Darüber zwischen Ober- und Dachgeschoss befindet sich zentral die Marktuhr, links flankiert durch ein Bildnis des Markgrafen Ludwig des Brandenburgers, einem Gönner des Marktes und rechts eines Grafen von Dießen-Andechs in Rüstung. Über dem Dachgeschoss steht das Spruchband Ludovici dono cives liberi sunt, durch Ludwigs Gnade sind die Bürger frei. Eine Referenz an die Erhebung des Ortes zum Bannmarkt durch Kaiser Ludwig den Bayern 1326. Darüber findet sich der Doppeladler der deutschen Kaiser, belegt mit dem bayerischen Wappen. Das ganz oben gelegene Medaillonbildnis stellt ebenfalls Ludwig den Bayern dar.